# Mario Cuesta
Mario Fernández Cuesta (ur. 30 kwietnia 1988 roku w Santanderze) – hiszpański piłkarz, który gra jako bramkarz w Rayo Vallecano.